# Omaha-Klassifikation
Das Omaha-Klassifikationssystem (englisch: The Omaha System) ist ein seit 1992 von der American Nurses Association (ANA) anerkanntes und in den frühen 1970er und 1980er auf Initiative der Visiting Nurse Association (VNA) entstandenes Klassifikationssystem für die Gesundheits- und Krankenpflege. Seither wurde die Validität und Zuverlässigkeit des Systems in verschiedenen Studien mehrmals untersucht und bestätigt. Das System dient der Erfassung und Beurteilung individueller Pflegeprobleme im Rahmen des Pflegeprozesses.

## Aufbau des Systems
Die drei Bestandteile des Omaha-Systems ergeben nach Auswertung ein aussagekräftiges Bild über den zu beurteilenden Pflegebedürftigen und können, da sie auf dem Pflegeprozess beruhen, die Pflegequalität und die individuelle Betreuung pflegefachlich dokumentieren, unterstützen und vorantreiben.

### Problemklassifikationsschema

#### Bereiche
Das Problemklassifikationsschema (Problem Classification Scheme) dient zur Beschreibung der Bedürfnisse und Ressourcen des Pflegebedürftigen und besteht aus vier Bereichen (Domains) und darin enthaltenen 42 Konzepten (Concepts). Die Domains sind in an das sogenannte Metaparadigma der Pflege angelehnt, das die Paradigmen Mensch, Umwelt, Pflege und Gesundheit/Krankheit beschreibt und definiert sich über die Bereiche:
- Umwelt (Environmental Domain): Mit Umwelt wird der materielle und physische Rahmen, das persönliche Umfeld, die Wohnsituation und die Gesellschaft beschrieben. Beispiele hierfür sind Einkommen, Wohnung, Nachbarschaft, Sicherheit des Arbeitsplatzes und hygienische Bedingungen des Umfeldes.
- Psychosozialer Bereich (Psychological Domain): Dieser Bereich beschreibt die Verhaltensmuster, die Emotionen, das Kommunikationsverhalten, die Beziehungsmuster und die Entwicklung des Individuums. Hierzu gehören beispielsweise der soziale Kontakt, die Spiritualität, Sexualität, das Rollenverständnis, die geistige Gesundheit und der Entwicklungszustand.
- Physiologischer Bereich (Physiological Domain): Lebenserhaltende Funktionen und Prozesse werden durch diesen Bereich erfasst. Beispielsweise gehören die Sinne, Schmerz, Bewusstseinszustand, Kreislaufsituation, Verdauung und Reproduktion in diesen Bereich.
- Gesundheitsbezogenes Verhalten (Health Related Behaviors Domain): Der Bereich beschreibt die Verhaltensmuster, die dazu dienen, die Gesundheit und das Wohlbefinden zu erhalten und zu fördern und Gesundheitsschädigungen zu vermeiden. Beispiele hierfür sind die Ernährung, der Schlaf-Wachrhythmus, die persönliche Hygiene, Familienplanung und die Medikamenteneinnahme.

#### Modifikatoren
Jedes pflegerische Problem wird durch zwei Modifikatoren (Modifier) weiter aufgegliedert und dadurch näher beschrieben. Jeder Modifikator kann dabei eine von drei verschiedenen Ausprägungen annehmen. Der erste Modifikator beschreibt die Individualität (Individual), die Familie (Family) und die Gesellschaft (Community), der zweite Modifikator beschreibt die aktuelle Situation (Actual), die Potentiale (Potential) und die Gesundheitsförderung (Health Promotion).

#### Signale und Symptome
Aus einer definierten Liste von Signalen und Symptomen (Signs and symptoms) kann die Pflegekraft jene auswählen, die das Pflegeproblem am konkretesten beschreiben.

### Interventionsschema

#### Kategorien
Das Interventionsschema (Intervention Scheme) umfasst die Darstellung der Interventionen durch die Pflegeperson und gliedert sich in 4 Kategorien (Categories).
- Information, Beratung und Begleitung (Teaching, Guidance and Counseling): Diese Kategorie umfasst alle Handlungen, die den Gepflegten zur Selbstpflege anleiten, sowohl durch die Weitergabe von Informationen, wie auch durch die Unterstützung des Individuums und seinem sozialen Umfeld bei der Entscheidungsfindung und Problemlösung.
- Behandlung und pflegerische Maßnahmen (Treatments and Procedures): In dieser Kategorie werden alle pflegetechnischen Maßnahmen erfasst, die der Gesunderhaltung, Prävention oder Linderung von Symptomen dienen. Darunter fallen beispielsweise die Wundversorgung und die Überwachung der Medikamenteneinnahme.
- Fallmanagement (Case Management): Hierin werden die Handlungen zusammengefasst, die die Kommunikation zwischen Gesundheitsdienstleistern und Individuum verbessern oder möglich machen und dem Gepflegten einen adäquaten Zugang zu entsprechenden Ressourcen ermöglicht.
- Überwachung/Beobachtung (Surveillance): Diese Kategorie umfasst neben der klassischen Krankenbeobachtung alle Bereiche, die dazu dienen, einen bestimmten Zustand des Individuums und seines Umfeldes zu bemerken, zu überwachen und zu bewerten.

#### Ziele
Um die pflegerische Zielsetzung näher zu beschreiben, stehen 75 definierte Ziele (Targets) zur Verfügung, um den Angriffspunkt der Pflegemaßnahmen zu charakterisieren. Darunter fallen beispielsweise Anatomie, Blasenkontrolle, Kommunikation, Disziplin, Haushaltsführung, Schlaf, Diätische Maßnahmen, Copingstrategien, Physiotherapie, Familienplanung, Zahnhygiene, Hautpflege, Prävention und Mobilität.

#### Klientenspezifische Informationen
Auf der dritten Ebene des Interventionsschemas werden durch die Pflegeperson individuelle und für den Pflegebedürftigen spezifische Informationen erfasst (Client-specific Information).

### Skala für erwartete Pflegeprobleme
Mit einer Skala für erwartete Pflegeprobleme (Problem Rating Scale of Outcome) werden die erwarteten Ergebnisse in einem Skalierungsverfahren, angelehnt an eine fünfstufige Likert-Skala für die drei Konzepte Wissen (Knowledge), Verhalten (Behavior) und Zustand (Status) bewertet. Die Ergebnisse dienen als Anleitung und Hilfestellung für die Pflegekraft um die geplante Pflege zu organisieren und den Erfolg gewählter Maßnahmen zu dokumentieren und während des Pflegeprozesses zu validieren.
| Konzept   | 1                | 2                    | 3                  | 4                 | 5                  |
| --------- | ---------------- | -------------------- | ------------------ | ----------------- | ------------------ |
| Wissen    | Kein Wissen      | Minimales Wissen     | Basiswissen        | Adäquates Wissen  | Umfassendes Wissen |
| Verhalten | Nicht angemessen | Teilweise angemessen | Häufig angemessen  | Meist angemessen  | Immer angemessen   |
| Zustand   | Extreme Symptome | Ausgeprägte Symptome | Deutliche Symptome | Minimale Symptome | Keine Symptome     |